# Воррен (округ, Айова)
Шаблон:StateAbbr_ 41°20′ пн. ш. 93°34′ зх. д. / 41.33° пн. ш. 93.56° зх. д.
Округ  Воррен (англ. Warren County) — округ (графство) у штаті  Айова, США. Ідентифікатор округу 19181.

## Історія
Округ утворений 1846 року.

## Демографія
За даними перепису 
2000 року 
загальне населення округу становило 40671 осіб, зокрема міського населення було 23748, а сільського — 16923.
Серед мешканців округу чоловіків було 19768, а жінок — 20903. В окрузі було 14708 домогосподарств, 11214 родин, які мешкали в 15289 будинках.
Середній розмір родини становив 3,05.
Віковий розподіл населення поданий у таблиці:
| Стать    | До 15 років | 15-21 | 22-29 | 30-39 | 40-49 | 50-65 | 65-85 | Понад 85 |
| -------- | ----------- | ----- | ----- | ----- | ----- | ----- | ----- | -------- |
| Чоловіки | 4545        | 2348  | 1700  | 2877  | 3166  | 3124  | 1805  | 203      |
| Жінки    | 4479        | 2288  | 1705  | 3114  | 3279  | 3231  | 2307  | 500      |

## Суміжні округи
- Полк — північ
- Меріон — схід
- Лукас — південний схід
- Кларк — південний захід
- Медісон — захід

## Виноски
1. ↑  U.S. Decennial Census. United States Census Bureau. Архів оригіналу за 4 квітня 2018. Процитовано 20 липня 2014.
2. ↑  Historical Census Browser. University of Virginia Library. Архів оригіналу за 11 серпня 2012. Процитовано 20 липня 2014.
3. ↑  Population of Counties by Decennial Census: 1900 to 1990. United States Census Bureau. Архів оригіналу за 22 квітня 2014. Процитовано 20 липня 2014.
4. ↑  Census 2000 PHC-T-4. Ranking Tables for Counties: 1990 and 2000 (PDF). United States Census Bureau. Архів оригіналу (PDF) за 18 грудня 2014. Процитовано 20 липня 2014.
5. ↑  State & County QuickFacts. United States Census Bureau. Архів оригіналу за 22 липня 2011. Процитовано 20 липня 2014.(англ.) Наведено за англійською вікіпедією.
6. ↑  American FactFinder. Бюро перепису населення США. Архів оригіналу за 26 лютого 2012. Процитовано 31 січня 2008.

| США | Це незавершена стаття з географії США. Ви можете допомогти проєкту, виправивши або дописавши її. |